# James Haggarty
James Haggarty (né le 14 avril 1914 à Thunder Bay (Ontario) et mort le 8 mars 1998 à Montréal) est un joueur canadien de hockey sur glace. Lors des Jeux olympiques d'hiver de 1936, il remporte la médaille d'argent.

## Palmarès
- Médaille d'argent aux Jeux olympiques de Garmisch-Partenkirchen en 1936